# Kroppa kyrka
Kroppa kyrka är en kyrkobyggnad som ligger i kyrkbyn Nykroppa i Filipstads kommun. Den är församlingskyrka i Filipstads församling, Karlstads stift.

## Kyrkobyggnaden
Första kyrkan på platsen uppfördes av trä omkring år 1624. Vid en kraftig om- och tillbyggnad 1683 omvandlades träkyrkan till en spånklädd korskyrka. 6 augusti 1881 drabbades kyrkan av ett åsknedslag och brann ner till grunden. Åtskilliga inventarier hann dock räddas, däribland altaruppsatsen, predikstolen och samtliga ljuskronor samt orgelharmoniumet. Nuvarande korskyrka av slaggsten uppfördes åren 1882-1884 efter ritningar av arkitekt Carl Lundmark och invigdes 16 november 1884 av biskop Claes Herman Rundgren. Kyrkan består av ett långhus med smalare halvrunt kor i öster och kyrktorn i väster. Korsarmar sträcker sig ut från långhusets norra och södra sidor. I vinkeln mellan koret och norra korsarmen finns en sakristia. Under sommaren 1901 uppfördes också en ny orgelläktare samt en utvidgning av kyrkogården. Dessa invigdes 8 december 1901 av kyrkoherde Karl Axel Fredén biträdd av kyrkoherde Carl Theofil Ekelund i Rämmen och två andra prästmän.

## Inventarier
- Dopfunten av kalksten tillverkades 1956 efter ritningar av arkitekt Einar Lundberg.
- I kyrkorummet hänger sex ljuskronor i mässing och på läktaren två hänger två ljuskronor.
- 1691 införskaffades en predikstol och 1701 skänktes en altaruppsats till kyrkan. Båda räddades vid kyrkbranden 1881.

## Orgel
- Kyrkan hade ett orgelharmonium, ägt i ca 50 år, som skänktes till den lokala folkskolan 1901.
- Nuvarande orgeln byggdes 1901 av E. A. Setterquist & Son i Örebro med 15 stämmor fördelade på två manualer och särskild pedal. Avsynare och granskare av orgeln för godkännande var musikdirektör Carl Wilhelm Rendahl, Karlstad. Invigningen skedde 8 december 1901 av församlingens kyrkoherde Karl Axel Fredén (1848-1927).[1] 1960 byggdes den om av Tore Lindegren i Göteborg och utökades från 15 stämmor till 22. En blockflöjtsstämma tillkom vid ombyggnaden.

### Webbkällor
- Kyrkor i Karlstads stift Del I, Utgiven av Värmlands Museum och Karlstads stift, 2008, ISBN 91-85224-71-5